# Schrott Károly
Schrott Károly (Budapest, 1897. augusztus 10. – ?) labdarúgó, edző.

## Élete
Óbudán született, Fleischbauer Matild fia. Budapest III. kerületében lakott, tanulmányait itt végezte. Kőrajzoló szakmát szerzett.
1911–1912-ben, majd 1913–1914-ben a III. Kerületi Torna és Vívó Egylet csapatával a magyar labdarúgó-bajnokság első osztályában szerepelt. 1914 őszén részt vett az Auguszta-serlegbajnokságban, majd az 1915-ös labdarúgó-hadibajnokságban. 1919-ig maradt a III. Kerületi TVE-ben.
1919–1921-ig az Ékszerész SE-ben, majd 1924–1925-ben az AS Roma elődjében, az Alba Roma együttesében játszott.
Az olasz bajnokságban 1924-ben és 1925-ben is döntőt játszott, de mindkétszer vereséget szenvedtek. Schrott a góllövők között is szerepelt.
Rómából az SK Baťa Zlín csapatába igazolt, ahol később edzőként is dolgozott.